# 1915 dans le catholicisme
Chronologie du catholicisme
- 1911
- 1912
- 1913
- 1914
- 1915
- 1916
- 1917
- 1918
- 1919

Cet article présente les faits marquants de l'année 1915 dans le catholicisme.

## Évènements
- 6 décembre : Création de 6 cardinaux par Benoît XV.

## Naissances
- 4 janvier : 
  - Samuel Gaumain, prélat capucin et missionnaire français, évêque de Moundou († 20 août 2010)
  - Bienheureux Tito Zeman, prêtre et martyr slovaque du communisme († 8 janvier 1969)
- 9 janvier : Agostino Trapè, prêtre augustin et théologien italien († 14 juin 1987)
- 12 janvier : Joseph-Aurèle Plourde, prélat canadien, archevêque d'Ottawa († 5 janvier 2013)
- 14 janvier : Angelo Angioni, prêtre, missionnaire au Brésil, fondateur et serviteur de Dieu italien († 15 septembre 2008)
- 17 janvier : Bienheureux Antonin Bajewski, prêtre franciscain, vicaire de Maximilien Kolbe et martyr polonais du nazisme († 18 mai 1941)
- 21 janvier : Pierre Guichet, prélat français, vicaire apostolique puis évêque de Tarawa et Nauru et évêque titulaire de Stectorium (de) (° 6 octobre 1989)
- 22 janvier : Côtis-Capel, prêtre français et écrivain d'expression normande († 30 octobre 1986)
- 31 janvier : Thomas Merton, moine trappiste converti du protestantisme, poète, écrivain et militant social américain († 10 décembre 1968)
- 1er février : Albert Speekaert, prêtre rédemptoriste et écrivain belge († 24 juin 1982)
- 17 février : Prosper Dodds, prélat français, évêque de Saint-Louis du Sénégal († 12 janvier 1973)
- 18 février : Bienheureuse Pina Suriano, militante catholique et fondatrice italienne († 19 mai 1950)
- 19 février : Marius Hudry, prêtre, résistant et érudit français († 7 juillet 1994)
- 28 février : Bienheureux Karl Leisner, prêtre, opposant au nazisme et martyr allemand († 12 août 1945)
- 1er mars : Marius Maziers, prélat français, archevêque de Bordeaux († 14 août 2008)
- 11 mars : Hervé Le Cléac'h, prélat français, évêque de Taiohae († 13 août 2012)
- 3 avril : Gaetano Nicosia, prêtre salésien et missionnaire italien en Chine, dévoué auprès des lépreux († 6 novembre 2017)
- 15 avril : Bruno Torpigliani, prélat italien, diplomate du Saint-Siège et archevêque titulaire de Malliana († 2 mai 1995)
- 17 avril : Jean Vuaillat, prêtre, poète et biographe français († 5 mai 2009)
- 25 avril : Joseph Sibomana, prélat rwandais, évêque de Kibungo († 9 novembre 1999)
- 5 mai : Piarres Larzabal, prêtre français, écrivain, dramaturge et académicien de langue basque († 12 janvier 1988)
- 4 juin : Heinrich Tenhumberg, prélat allemand, évêque de Münster († 16 septembre 1979)
- 30 juin : Alfred Bérenguer, prêtre, homme politique et humanitaire franco-algérien († 14 novembre 1996)
- 23 juillet : Jean Toulat, prêtre, écrivain, essayiste et militant pacifiste français († 28 décembre 1994)
- 23 août : Antonio Innocenti, cardinal italien de la Curie, diplomate du Saint-Siège et archevêque titulaire d'Aeclanum (de) († 6 septembre 2008)
- 5 septembre : Georges Guibert, prélat français, évêque de Saint-Denis de La Réunion († 30 septembre 1997)
- 6 septembre : Antonio Cunial, prélat italien, évêque de Lucera († 10 août 1982)
- 7 septembre : Pedro Reginaldo Lira, prélat argentin, évêque auxiliaire de Salta et évêque titulaire de Tenedus (de) († 11 décembre 2012)
- 8 septembre : Benoît Lacroix, prêtre dominicain, théologien, philosophe et historien canadien († 2 mars 2016)
- 27 septembre : William Edward Power, prélat canadien, évêque d'Antigonish († 29 novembre 2003)
- 6 octobre : Humberto Sousa Medeiros, cardinal américain, archevêque de Boston († 17 septembre 1983)
- 14 octobre : Loris Francesco Capovilla, cardinal italien, prélat de Lorette et secrétaire particulier de Jean XXIII († 26 mai 2016)
- 30 octobre : Tito Centi, prêtre dominicain, philosophe et théologien italien († 18 mai 2011)
- 11 novembre : Pierre Guichou, prêtre, bibliste et traducteur français de la Bible en breton († 28 mars 2008)
- 14 novembre : Célestin Marcotte, prêtre canadien engagé dans l'action sociale († 25 mars 1990)
- 17 novembre : Albert Malbois, prélat français, premier évêque d’Évry († 12 février 2017)
- 23 novembre : Bienheureux Giovanni Fornasini, prêtre, résistant et martyr italien du nazisme († 13 octobre 1944)
- Date précise inconnue : Pierre Mviena, prêtre et essayiste camerounais († 21 février 1988)

## Décès
- 4 janvier : 
  - Urbain Jean Faurie, prêtre et botaniste français (° 1er janvier 1847)
  - Michael Haller, prêtre et compositeur allemand (° 13 janvier 1840)
- 7 février : Scipione Tecchi, cardinal italien de la Curie (° 27 juin 1854)
- 8 février : Joseph Lehmann, prêtre français converti du judaïsme (° 18 février 1836)
- 19 février : Charles-Gustave Walravens, prélat belge, évêque de Tournai (° 28 juin 1941)
- 21 février : Fulcran Vigouroux, prêtre sulpicien et enseignant français (° 13 février 1837)
- 15 mars : Bienheureux Placide Riccardi, prêtre bénédictin italien (° 24 juin 1844)
- 19 mars : Antonio Agliardi, cardinal italien de la Curie, précédemment diplomate du Saint-Siège et archevêque titulaire de Césarée-en-Palestine (° 4 septembre 1832)
- 27 mars : Jean-Marie-Léon Dizien, prélat français, évêque d'Amiens (° 5 avril 1846)
- 30 mars : Henri Boudet, prêtre, hermétiste et écrivain français (° 16 novembre 1837)
- 31 mars : Jacques Monestès, prélat français, évêque de Dijon (° 26 février 1856)
- 22 avril : Ambroise de Poulpiquet, prêtre dominicain, théologien et écrivain français, mort pour la France (° 25 juin 1878)
- 6 juin : Jean-Charles Arnal du Curel, prélat français, évêque de Monaco (° 28 juin 1858)
- 11 juin : Bienheureux Ignatius Maloyan, archevêque et martyr arménien (° 19 avril 1869)
- 10 juillet : 
  - Sylvain Balau, prêtre et historien belge (° 12 juin 1854)
  - James Edward Quigley, prélat américain, archevêque de Chicago (° 15 octobre 1854)
- 7 août : Edward Kozłowski (en), prélat américain, évêque auxiliaire de Milwaukee et évêque titulaire de Germia (de) (° 21 novembre 1860)
- 19 août : Serafino Vannutelli, cardinal italien de la Curie, précédemment diplomate du Saint-Siège et archevêque titulaire de Nicée (° 26 novembre 1834)
- 3 septembre : Kolos Ferenc Vaszary, cardinal hongrois, archevêque d'Esztergom (° 12 février 1832)
- 14 septembre : Zotique Racicot, prélat et enseignant canadien, évêque auxiliaire de Montréal et évêque titulaire de Pogla (de) (° 13 octobre 1845)
- 15 septembre : Benedetto Lorenzelli, cardinal italien de la Curie, précédemment diplomate du Saint-Siège et archevêque titulaire de Sardes (de) (° 11 mai 1853)
- 29 septembre : Jacques Denizot, prêtre et auteur français (° 9 septembre 1821)
- 24 octobre : Bienheureux Joseph Baldo, prêtre italien, fondateur des Petites Filles de Saint-Joseph (° 19 février 1843)
- 4 novembre : Jean Hiriart-Urruty, prêtre, journaliste en langue basque et enseignant français (° 30 janvier 1859)
- 19 novembre : Paul Benoît, prêtre et historien français, missionnaire au Canada (° 14 janvier 1850)
- 25 novembre : František Saleský Bauer, cardinal tchèque, archevêque d'Olomouc (° 26 janvier 1841)
- 28 novembre : Nicolas-Clovis-Joseph Catteau, prélat français, évêque de Luçon (° 21 mars 1836)
- 2 décembre : Édouard Jumel, prêtre et historien français (° 8 janvier 1832)
- 3 décembre : Théodore Kohn, prélat et enseignant autrichien, archevêque d'Olomouc (° 22 mars 1845)
- 18 décembre : Narcisse-Zéphirin Lorrain, prélat canadien, premier évêque de Pembroke (° 3 juin 1842)
- 20 décembre : Frédéric Fuzet, prélat français, archevêque de Rouen (° 9 septembre 1839)